# ریچارد بوث
ریچارد جورج ویلیام پیت بوث (۱۲ سپتامبر ۱۹۳۸ - ۲۰ اوت ۲۰۱۹ ) کتاب‌فروش، کتاب‌شناس و خرد ملی‌گرای بریتانیایی بود که به‌خاطر سهمش در موفقیت هی‌آن‌وای به‌عنوان مرکزی برای کتاب‌فروشی دست دوم و بنیانگذار پادشاهی مستقل آن‌ شهر کوچک، شهرت داشت.